# Royal Tunbridge Wells
Royal Tunbridge Wells (di solito abbreviato in Tunbridge Wells) è una città di 56 500 abitanti della contea del Kent, in Inghilterra.
È la località in cui nel 1946, fu ideato il popolare gioco del Subbuteo dall'ornitologo Peter Adolph.
Non da confondere con la città prossima di Tonbridge, che ha la stessa pronuncia in inglese.

## Attrazioni
La tradizione del dipper è stata sospesa nel 2020 a causa del covid e non ancora ripristinata. Dietro la fonte, sono ancora visibili i primi due edifici costruiti in città: i bagni per gli uomini e quelli per le donne. 
Il nome Pantiles (tegole) si riferisce al fatto che il viale pedonale davanti alla fonte era lastricato da piccole mattonelle nere che ricordavano le coperture dei tetti delle case. 
Oggi l'area abbonda di caffè, pub, ristoranti e negozi di vario genere. Da maggio fino alla fine di agosto vengono organizzate serate di jazz dal vivo a cui si può assistere pagando un ingresso di 5£ a persona..

## Amministrazione

### Gemellaggi
- Wiesbaden[senza fonte]